# Youssef El-Mouaddar
Youssef El-Mouaddar (13. travnja 2003.) je marokanski rukometni vratar. Nastupa za francuski Élite Val d'Oise Handball i marokansku reprezentaciju.
Natjecao se na Svjetskom prvenstvu u Egiptu 2021., gdje je reprezentacija Maroka završila na 29. mjestu.